# جائزة إيطاليا الكبرى 1963
جائزة إيطاليا الكبرى 1963 هو سباق فورمولا 1 أقيم بتاريخ 8 سبتمبر 1963 في حلبة مونزا، إيطاليا. كان السابع من أصل 10 في بطولة العالم لسباقات الفورمولا واحد موسم 1963. حلّ البريطاني جيم كلارك أولا بينما جاء الأمريكي ريتشي جينثر في المركز الثاني وحصل على المركز الثالث بروس ماكلارين.